# Berat Djimsiti
Berat Ridvan Djimsiti, noto anche come Berat Gjimshiti (Zurigo, 19 febbraio 1993), è un calciatore svizzero con cittadinanza albanese, difensore dell'Atalanta e della nazionale albanese, di cui è capitano.

## Biografia
Nato e cresciuto a Zurigo in Svizzera, da genitori albanesi della Macedonia del Nord.
Dalla fidanzata Alisa ha avuto un figlio (di nome Lion Aron) il 22 settembre 2020.

## Caratteristiche tecniche
Di ruolo difensore centrale, è bravo in marcatura ed in impostazione, e può giocare anche da terzino.

## Carriera

### Club

#### Zurigo
Cresciuto nelle giovanili dello Zurigo, ha giocato con la squadra dello Zurigo U-21 dal 2007 fino al 2011, facendo il suo esordio in prima squadra nel 2011. Durante il calciomercato invernale del 2016, lascia lo Zurigo dopo aver disputato 110 partite, condite da 5 gol, nella Super League.

#### Atalanta
Il 18 gennaio 2016 viene acquistato dall'Atalanta, dopo aver risolto consensualmente il suo contratto con lo Zurigo. Il 2 maggio successivo fa il suo debutto ufficiale con la maglia dei bergamaschi (e in Serie A) contro il Napoli in campionato, partita poi terminata con una sconfitta per 2-1 in favore della squadra partenopea.

#### I prestiti ad Avellino e Benevento
Il 31 agosto 2016 viene ceduto dagli orobici all'Avellino con la formula del prestito secco. Esordisce con gli irpini il 10 settembre 2016 nel pareggio casalingo per 0-0 contro il Trapani.
Il 14 luglio 2017 viene nuovamente ceduto in prestito in Campania al Benevento, con cui colleziona 30 presenze non riuscendo ad evitare la retrocessione in serie cadetta.

#### Ritorno all'Atalanta
Al termine del prestito al Benevento torna all'Atalanta. L'11 novembre 2018 trova il suo primo gol sia con l'Atalanta che in massima serie nella vittoria per 4-1 contro l'Inter. Il 17 febbraio 2022 sigla la sua prima doppietta in carriera in Europa League contro l'Olympiacos.
Il 9 novembre 2023, nella sfida di Europa League vinta 1-0 contro lo Sturm Graz, decisa peraltro da una sua rete, colleziona la 200ª presenza con gli orobici. Nella stessa annata, contribuisce alla vittoria del torneo da parte degli orobici, arrivata in seguito al successo in finale sul Bayer Leverkusen, che ha rappresentato il primo trofeo europeo nella storia del club. Il 2 ottobre 2024 segna la sua prima rete in Champions League, aprendo le marcature nel successo per 3-0 in casa dello Šachtar.

### Nazionale

#### Nazionali giovanili svizzere
Ha fatto parte delle selezioni giovanili della Svizzera. La prima convocazione arriva nella nazionale Under-18 svizzera, debuttando il 5 aprile 2011 in un'amichevole e successivamente disputando altre 2 partite.
In seguito, è stato chiamato nella nazionale Under-19 svizzera per le qualificazioni al Campionato Europeo Under-19 2011. Ha debuttato contro il Montenegro Under-19 il 5 giugno 2011, giocando l'intera partita in una vittoria per 2-2. Ha partecipato anche al torneo successivo, il Campionato Europeo Under-19 2012, giocando tutte e 6 le partite.
Dopo le buone prestazioni nell'Under-19, è stato convocato nella nazionale Under-21 svizzera. Ha preso parte a due edizioni consecutive del Campionato Europeo Under-21, partecipando al Campionato Europeo Under-21 2013 come sostituto non utilizzato in 4 occasioni su 4 ed al Campionato Europeo Under-21 2015 giocando 2 partite su 6.
Gioca la sua prima partita con la nazionale svizzera Under-21 a Villareal il 6 febbraio 2013 in occasione della gara amichevole contro la Slovacchia Under-21, sostituito poi durante l'intervallo da Saulo Decarli, partita poi persa per 1-0.

#### Nazionale albanese
Nel settembre 2014, i media svizzeri riportarono che Djimsiti sarebbe stato presto convocato dalla nazionale albanese. La notizia fu confermata dallo stesso Djimsiti, che rivelò di essere stato contattato dal tecnico albanese Gianni De Biasi. Nello stesso mese, rifiutò anche la nazionale del Kosovo, comunicando loro la sua scelta di giocare per l'Albania. Il 20 settembre 2014, iniziarono le procedure per ottenere la cittadinanza albanese. Ricevette la cittadinanza albanese il 15 luglio 2015 dal presidente Bujar Nishani, insieme ad altri due calciatori albanesi, i gemelli appartenenti al club svizzero del Basilea, Albian Ajeti e Adonis Ajeti. Nel luglio 2015, Djimsiti confermò definitivamente di aver scelto di giocare per l'Albania. Il 27 agosto 2015, insieme ad altri due giocatori di discendenza albanese passati dalla selezione giovanile svizzera a quella albanese, Arlind Ajeti e Naser Aliji, ottennero il permesso dalla FIFA di giocare per l'Albania anche nelle partite competitive, come le qualificazioni al Campionato Europeo 2016.

##### Debutto e Campagna UEFA Euro 2016
Dopo essere divenuto idoneo a rappresentare l'Albania a livello internazionale, il 29 agosto 2015 Djimsiti ricevette la sua prima convocazione per la nazionale albanese dal C.T. Gianni De Biasi per le partite di qualificazione all'UEFA Euro 2016 rispettivamente contro Danimarca e Portogallo del 4 e 7 settembre 2015. Fece il suo debutto internazionale a Copenaghen il 4 settembre 2015 contro la Danimarca, partita poi terminata sullo 0-0, nella quale è stato schierato titolare, giocando terzino destro a causa dell'assenza dell'infortunato Elseid Hysaj. Fu convocato per le successive partite di qualificazione UEFA Euro 2016 contro Serbia e Armenia dell'8 ed 11 ottobre 2015. In entrambe le partite giocò come difensore centrale accanto al capitano Lorik Cana, e l'11 ottobre contro l'Armenia segnò il suo primo gol al 23º minuto su cross di Ledian Memushaj.
Il 21 maggio 2016, fu incluso nella lista preliminare di 27 giocatori dell'Albania per l'UEFA Euro 2016, ma fu escluso dalla lista finale dei 23 giocatori il 31 maggio.

##### Qualificazioni Mondiali 2018
È stato richiamato nella nazionale albanese dallo stesso allenatore De Biasi per partecipare alla partita amichevole contro il Marocco il 31 agosto 2016 e per il primo match di qualificazione ai Mondiali FIFA 2018 contro la Macedonia del Nord il 5 settembre 2016.

## Statistiche

### Presenze e reti nei club
Statistiche aggiornate al 25 maggio 2025.
| Stagione         | Squadra          | Campionato       | Campionato | Campionato | Coppe nazionali | Coppe nazionali | Coppe nazionali | Coppe continentali | Coppe continentali | Coppe continentali | Altre coppe | Altre coppe | Altre coppe | Totale | Totale |
| Stagione         | Squadra          | Comp             | Pres       | Reti       | Comp            | Pres            | Reti            | Comp               | Pres               | Reti               | Comp        | Pres        | Reti        | Pres   | Reti   |
| ---------------- | ---------------- | ---------------- | ---------- | ---------- | --------------- | --------------- | --------------- | ------------------ | ------------------ | ------------------ | ----------- | ----------- | ----------- | ------ | ------ |
| 2009-2010        | Zurigo II        | 1L               | 2          | 0          | -               | -               | -               | -                  | -                  | -                  | -           | -           | -           | 2      | 0      |
| 2010-2011        | Zurigo II        | 1L               | 27         | 5          | -               | -               | -               | -                  | -                  | -                  | -           | -           | -           | 27     | 5      |
| 2011-gen. 2012   | Zurigo II        | 1L               | 16         | 1          | -               | -               | -               | -                  | -                  | -                  | -           | -           | -           | 16     | 1      |
| Totale Zurigo II | Totale Zurigo II | Totale Zurigo II | 45         | 6          |                 | -               | -               |                    | -                  | -                  |             | -           | -           | 45     | 6      |
| gen.-giu. 2012   | Zurigo           | SL               | 2          | 1          | CS              | 0               | 0               | UCL                | -                  | -                  | -           | -           | -           | 2      | 1      |
| 2012-2013        | Zurigo           | SL               | 34         | 0          | CS              | 5               | 0               | -                  | -                  | -                  | -           | -           | -           | 39     | 0      |
| 2013-2014        | Zurigo           | SL               | 26         | 1          | CS              | 3               | 0               | UEL                | 2                  | 0                  | -           | -           | -           | 31     | 1      |
| 2014-2015        | Zurigo           | SL               | 33         | 2          | CS              | 3               | 0               | UEL                | 7                  | 1                  | -           | -           | -           | 43     | 3      |
| 2015-gen. 2016   | Zurigo           | SL               | 15         | 1          | CS              | 3               | 0               | UEL                | 2                  | 0                  | -           | -           | -           | 20     | 1      |
| Totale Zurigo    | Totale Zurigo    | Totale Zurigo    | 110        | 5          |                 | 14              | 0               |                    | 11                 | 1                  |             | -           | -           | 135    | 6      |
| gen.-giu. 2016   | Atalanta         | A                | 3          | 0          | CI              | -               | -               | -                  | -                  | -                  | -           | -           | -           | 3      | 0      |
| 2016-2017        | Avellino         | B                | 35         | 0          | CI              | -               | -               | -                  | -                  | -                  | -           | -           | -           | 35     | 0      |
| 2017-2018        | Benevento        | A                | 30         | 0          | CI              | 0               | 0               | -                  | -                  | -                  | -           | -           | -           | 30     | 0      |
| 2018-2019        | Atalanta         | A                | 24         | 1          | CI              | 4               | 0               | UEL                | 1                  | 0                  | -           | -           | -           | 29     | 1      |
| 2019-2020        | Atalanta         | A                | 34         | 2          | CI              | 1               | 0               | UCL                | 6                  | 0                  | -           | -           | -           | 41     | 2      |
| 2020-2021        | Atalanta         | A                | 33         | 0          | CI              | 5               | 1               | UCL                | 8                  | 0                  | -           | -           | -           | 46     | 1      |
| 2021-2022        | Atalanta         | A                | 31         | 1          | CI              | 1               | 0               | UCL+UEL            | 5+4                | 0+2                | -           | -           | -           | 41     | 3      |
| 2022-2023        | Atalanta         | A                | 24         | 0          | CI              | 2               | 0               | -                  | -                  | -                  | -           | -           | -           | 26     | 0      |
| 2023-2024        | Atalanta         | A                | 37         | 0          | CI              | 5               | 0               | UEL                | 12                 | 1                  | -           | -           | -           | 54     | 1      |
| 2024-2025        | Atalanta         | A                | 34         | 1          | CI              | 2               | 0               | UCL                | 9                  | 1                  | SI+SU       | 1+1         | 0           | 47     | 2      |
| Totale Atalanta  | Totale Atalanta  | Totale Atalanta  | 220        | 5          |                 | 20              | 1               |                    | 45                 | 4                  |             | 2           | 0           | 287    | 10     |
| Totale carriera  | Totale carriera  | Totale carriera  | 440        | 16         |                 | 35              | 1               |                    | 57                 | 5                  |             | 2           | 0           | 533    | 22     |

### Cronologia presenze e reti in nazionale
| Cronologia completa delle presenze e delle reti in nazionale ― Albania | Cronologia completa delle presenze e delle reti in nazionale ― Albania | Cronologia completa delle presenze e delle reti in nazionale ― Albania | Cronologia completa delle presenze e delle reti in nazionale ― Albania | Cronologia completa delle presenze e delle reti in nazionale ― Albania | Cronologia completa delle presenze e delle reti in nazionale ― Albania | Cronologia completa delle presenze e delle reti in nazionale ― Albania | Cronologia completa delle presenze e delle reti in nazionale ― Albania |
| Data                                                                   | Città                                                                  | In casa                                                                | Risultato                                                              | Ospiti                                                                 | Competizione                                                           | Reti                                                                   | Note                                                                   |
| ---------------------------------------------------------------------- | ---------------------------------------------------------------------- | ---------------------------------------------------------------------- | ---------------------------------------------------------------------- | ---------------------------------------------------------------------- | ---------------------------------------------------------------------- | ---------------------------------------------------------------------- | ---------------------------------------------------------------------- |
| 4-9-2015                                                               | Copenaghen                                                             | Danimarca                                                              | 0 – 0                                                                  | Albania                                                                | Qual. Euro 2016                                                        | -                                                                      |                                                                        |
| 7-9-2015                                                               | Elbasan                                                                | Albania                                                                | 0 – 1                                                                  | Portogallo                                                             | Qual. Euro 2016                                                        | -                                                                      | 23’                                                                    |
| 8-10-2015                                                              | Elbasan                                                                | Albania                                                                | 0 – 2                                                                  | Serbia                                                                 | Qual. Euro 2016                                                        | -                                                                      |                                                                        |
| 11-10-2015                                                             | Erevan                                                                 | Armenia                                                                | 0 – 3                                                                  | Albania                                                                | Qual. Euro 2016                                                        | 1                                                                      | 64’                                                                    |
| 13-11-2015                                                             | Pristina                                                               | Kosovo                                                                 | 2 – 2                                                                  | Albania                                                                | Amichevole                                                             | -                                                                      | 63’                                                                    |
| 16-11-2015                                                             | Tirana                                                                 | Albania                                                                | 2 – 2                                                                  | Georgia                                                                | Amichevole                                                             | -                                                                      | 29’                                                                    |
| 29-3-2016                                                              | Lussemburgo                                                            | Lussemburgo                                                            | 0 – 2                                                                  | Albania                                                                | Amichevole                                                             | -                                                                      |                                                                        |
| 31-8-2016                                                              | Scutari                                                                | Albania                                                                | 0 – 0                                                                  | Marocco                                                                | Amichevole                                                             | -                                                                      |                                                                        |
| 5-9-2016                                                               | Scutari                                                                | Albania                                                                | 2 – 1                                                                  | Macedonia                                                              | Qual. Mondiali 2018                                                    | -                                                                      |                                                                        |
| 6-10-2016                                                              | Vaduz                                                                  | Liechtenstein                                                          | 0 – 2                                                                  | Albania                                                                | Qual. Mondiali 2018                                                    | -                                                                      |                                                                        |
| 9-10-2016                                                              | Scutari                                                                | Albania                                                                | 0 – 2                                                                  | Spagna                                                                 | Qual. Mondiali 2018                                                    | -                                                                      |                                                                        |
| 12-11-2016                                                             | Elbasan                                                                | Albania                                                                | 0 – 3                                                                  | Israele                                                                | Qual. Mondiali 2018                                                    | -                                                                      | 17’                                                                    |
| 4-6-2017                                                               | Lussemburgo                                                            | Lussemburgo                                                            | 2 – 1                                                                  | Albania                                                                | Amichevole                                                             | -                                                                      |                                                                        |
| 11-6-2017                                                              | Haifa                                                                  | Israele                                                                | 0 – 3                                                                  | Albania                                                                | Qual. Mondiali 2018                                                    | -                                                                      |                                                                        |
| 29-5-2018                                                              | Zurigo                                                                 | Albania                                                                | 0 – 3                                                                  | Kosovo                                                                 | Amichevole                                                             | -                                                                      |                                                                        |
| 3-6-2018                                                               | Évian-les-Bains                                                        | Albania                                                                | 1 – 4                                                                  | Ucraina                                                                | Amichevole                                                             | -                                                                      |                                                                        |
| 7-9-2018                                                               | Elbasan                                                                | Albania                                                                | 1 – 0                                                                  | Israele                                                                | UEFA Nations League 2018-2019 - 1º turno                               | -                                                                      |                                                                        |
| 10-9-2018                                                              | Glasgow                                                                | Scozia                                                                 | 2 – 0                                                                  | Albania                                                                | UEFA Nations League 2018-2019 - 1º turno                               | -                                                                      |                                                                        |
| 10-10-2018                                                             | Elbasan                                                                | Albania                                                                | 0 – 0                                                                  | Giordania                                                              | Amichevole                                                             | -                                                                      |                                                                        |
| 14-10-2018                                                             | Be'er Sheva                                                            | Israele                                                                | 2 – 0                                                                  | Albania                                                                | UEFA Nations League 2018-2019 - 1º turno                               | -                                                                      | 52’                                                                    |
| 17-11-2018                                                             | Scutari                                                                | Albania                                                                | 0 – 4                                                                  | Scozia                                                                 | UEFA Nations League 2018-2019 - 1º turno                               | -                                                                      | 52’                                                                    |
| 22-3-2019                                                              | Scutari                                                                | Albania                                                                | 0 – 2                                                                  | Turchia                                                                | Qual. Euro 2020                                                        | -                                                                      |                                                                        |
| 25-3-2019                                                              | Andorra la Vella                                                       | Andorra                                                                | 0 – 3                                                                  | Albania                                                                | Qual. Euro 2020                                                        | -                                                                      |                                                                        |
| 7-9-2019                                                               | Saint-Denis                                                            | Francia                                                                | 4 – 1                                                                  | Albania                                                                | Qual. Euro 2020                                                        | -                                                                      |                                                                        |
| 10-9-2019                                                              | Elbasan                                                                | Albania                                                                | 4 – 2                                                                  | Islanda                                                                | Qual. Euro 2020                                                        | -                                                                      | 66’                                                                    |
| 11-10-2019                                                             | Istanbul                                                               | Turchia                                                                | 1 – 0                                                                  | Albania                                                                | Qual. Euro 2020                                                        | -                                                                      | 86’                                                                    |
| 14-10-2019                                                             | Chișinău                                                               | Moldavia                                                               | 0 – 4                                                                  | Albania                                                                | Qual. Euro 2020                                                        | -                                                                      |                                                                        |
| 14-11-2019                                                             | Elbasan                                                                | Albania                                                                | 2 – 2                                                                  | Andorra                                                                | Qual. Euro 2020                                                        | -                                                                      |                                                                        |
| 17-11-2019                                                             | Tirana                                                                 | Albania                                                                | 0 – 2                                                                  | Francia                                                                | Qual. Euro 2020                                                        | -                                                                      |                                                                        |
| 4-9-2020                                                               | Minsk                                                                  | Bielorussia                                                            | 0 – 2                                                                  | Albania                                                                | UEFA Nations League 2020-2021 - 1º turno                               | -                                                                      |                                                                        |
| 7-9-2020                                                               | Tirana                                                                 | Albania                                                                | 0 – 1                                                                  | Lituania                                                               | UEFA Nations League 2020-2021 - 1º turno                               | -                                                                      |                                                                        |
| 11-10-2020                                                             | Almaty                                                                 | Kazakistan                                                             | 0 – 0                                                                  | Albania                                                                | UEFA Nations League 2020-2021 - 1º turno                               | -                                                                      |                                                                        |
| 14-10-2020                                                             | Vilnius                                                                | Lituania                                                               | 0 – 0                                                                  | Albania                                                                | UEFA Nations League 2020-2021 - 1º turno                               | -                                                                      |                                                                        |
| 15-11-2020                                                             | Tirana                                                                 | Albania                                                                | 3 – 1                                                                  | Kazakistan                                                             | UEFA Nations League 2020-2021 - 1º turno                               | -                                                                      |                                                                        |
| 18-11-2020                                                             | Tirana                                                                 | Albania                                                                | 3 – 2                                                                  | Bielorussia                                                            | UEFA Nations League 2020-2021 - 1º turno                               | -                                                                      | 90+5’                                                                  |
| 25-3-2021                                                              | Andorra la Vella                                                       | Andorra                                                                | 0 – 1                                                                  | Albania                                                                | Qual. Mondiali 2022                                                    | -                                                                      | 56’                                                                    |
| 28-3-2021                                                              | Tirana                                                                 | Albania                                                                | 0 – 2                                                                  | Inghilterra                                                            | Qual. Mondiali 2022                                                    | -                                                                      |                                                                        |
| 31-3-2021                                                              | Serravalle                                                             | San Marino                                                             | 0 – 2                                                                  | Albania                                                                | Qual. Mondiali 2022                                                    | -                                                                      |                                                                        |
| 5-6-2021                                                               | Cardiff                                                                | Galles                                                                 | 0 – 0                                                                  | Albania                                                                | Amichevole                                                             | -                                                                      |                                                                        |
| 8-6-2021                                                               | Praga                                                                  | Rep. Ceca                                                              | 3 – 1                                                                  | Albania                                                                | Amichevole                                                             | -                                                                      |                                                                        |
| 2-9-2021                                                               | Varsavia                                                               | Polonia                                                                | 4 – 1                                                                  | Albania                                                                | Qual. Mondiali 2022                                                    | -                                                                      |                                                                        |
| 5-9-2021                                                               | Elbasan                                                                | Albania                                                                | 1 – 0                                                                  | Ungheria                                                               | Qual. Mondiali 2022                                                    | -                                                                      |                                                                        |
| 8-9-2021                                                               | Elbasan                                                                | Albania                                                                | 5 – 0                                                                  | San Marino                                                             | Qual. Mondiali 2022                                                    | -                                                                      |                                                                        |
| 9-10-2021                                                              | Budapest                                                               | Ungheria                                                               | 0 – 1                                                                  | Albania                                                                | Qual. Mondiali 2022                                                    | -                                                                      | 30’                                                                    |
| 26-3-2022                                                              | Cornellà de Llobregat                                                  | Spagna                                                                 | 2 – 1                                                                  | Albania                                                                | Amichevole                                                             | -                                                                      | 44’                                                                    |
| 29-3-2022                                                              | Tirana                                                                 | Albania                                                                | 0 – 0                                                                  | Georgia                                                                | Amichevole                                                             | -                                                                      |                                                                        |
| 6-6-2022                                                               | Reykjavík                                                              | Islanda                                                                | 1 – 1                                                                  | Albania                                                                | UEFA Nations League 2022-2023 - 1º turno                               | -                                                                      |                                                                        |
| 10-6-2022                                                              | Tirana                                                                 | Albania                                                                | 1 – 2                                                                  | Israele                                                                | UEFA Nations League 2022-2023 - 1º turno                               | -                                                                      |                                                                        |
| 17-6-2023                                                              | Tirana                                                                 | Albania                                                                | 2 – 0                                                                  | Moldavia                                                               | Qual. Euro 2024                                                        | -                                                                      |                                                                        |
| 20-6-2023                                                              | Tórshavn                                                               | Fær Øer                                                                | 1 – 3                                                                  | Albania                                                                | Qual. Euro 2024                                                        | -                                                                      |                                                                        |
| 7-9-2023                                                               | Praga                                                                  | Rep. Ceca                                                              | 1 – 1                                                                  | Albania                                                                | Qual. Euro 2024                                                        | -                                                                      | cap.                                                                   |
| 10-9-2023                                                              | Tirana                                                                 | Albania                                                                | 2 – 0                                                                  | Polonia                                                                | Qual. Euro 2024                                                        | -                                                                      | cap.                                                                   |
| 12-10-2023                                                             | Tirana                                                                 | Albania                                                                | 3 – 0                                                                  | Rep. Ceca                                                              | Qual. Euro 2024                                                        | -                                                                      | cap.                                                                   |
| 17-11-2023                                                             | Chișinău                                                               | Moldavia                                                               | 1 – 1                                                                  | Albania                                                                | Qual. Euro 2024                                                        | -                                                                      | cap.                                                                   |
| 20-11-2023                                                             | Tirana                                                                 | Albania                                                                | 0 – 0                                                                  | Fær Øer                                                                | Qual. Euro 2024                                                        | -                                                                      | cap.                                                                   |
| 22-3-2024                                                              | Parma                                                                  | Albania                                                                | 0 – 3                                                                  | Cile                                                                   | Amichevole                                                             | -                                                                      | cap.                                                                   |
| 25-3-2024                                                              | Solna                                                                  | Svezia                                                                 | 1 – 0                                                                  | Albania                                                                | Amichevole                                                             | -                                                                      | cap. 86’                                                               |
| 7-6-2024                                                               | Szombathely                                                            | Albania                                                                | 3 – 1                                                                  | Azerbaigian                                                            | Amichevole                                                             | -                                                                      | cap. 46’                                                               |
| 15-6-2024                                                              | Dortmund                                                               | Italia                                                                 | 2 – 1                                                                  | Albania                                                                | Euro 2024 - 1º turno                                                   | -                                                                      | cap.                                                                   |
| 19-6-2024                                                              | Amburgo                                                                | Croazia                                                                | 2 – 2                                                                  | Albania                                                                | Euro 2024 - 1º turno                                                   | -                                                                      | cap.                                                                   |
| 24-6-2024                                                              | Düsseldorf                                                             | Albania                                                                | 0 – 1                                                                  | Spagna                                                                 | Euro 2024 - 1º turno                                                   | -                                                                      | cap.                                                                   |
| 21-3-2025                                                              | Londra                                                                 | Inghilterra                                                            | 2 – 0                                                                  | Albania                                                                | Qual. Mondiali 2026                                                    | -                                                                      | cap. 32’                                                               |
| 24-3-2025                                                              | Tirana                                                                 | Albania                                                                | 3 – 0                                                                  | Andorra                                                                | Qual. Mondiali 2026                                                    | -                                                                      | cap. 67’                                                               |
| 7-6-2025                                                               | Tirana                                                                 | Albania                                                                | 0 – 0                                                                  | Serbia                                                                 | Qual. Mondiali 2026                                                    | -                                                                      | cap. 19’                                                               |
| Totale                                                                 |                                                                        | Presenze (17º posto)                                                   | 64                                                                     |                                                                        | Reti                                                                   | 1                                                                      |                                                                        |

| Cronologia completa delle presenze e delle reti in nazionale ― Svizzera under 21 | Cronologia completa delle presenze e delle reti in nazionale ― Svizzera under 21 | Cronologia completa delle presenze e delle reti in nazionale ― Svizzera under 21 | Cronologia completa delle presenze e delle reti in nazionale ― Svizzera under 21 | Cronologia completa delle presenze e delle reti in nazionale ― Svizzera under 21 | Cronologia completa delle presenze e delle reti in nazionale ― Svizzera under 21 | Cronologia completa delle presenze e delle reti in nazionale ― Svizzera under 21 | Cronologia completa delle presenze e delle reti in nazionale ― Svizzera under 21 |
| Data                                                                             | Città                                                                            | In casa                                                                          | Risultato                                                                        | Ospiti                                                                           | Competizione                                                                     | Reti                                                                             | Note                                                                             |
| -------------------------------------------------------------------------------- | -------------------------------------------------------------------------------- | -------------------------------------------------------------------------------- | -------------------------------------------------------------------------------- | -------------------------------------------------------------------------------- | -------------------------------------------------------------------------------- | -------------------------------------------------------------------------------- | -------------------------------------------------------------------------------- |
| 6-2-2013                                                                         | Vila-real                                                                        | Slovacchia under 21                                                              | 1 – 0                                                                            | Svizzera under 21                                                                | Amichevole                                                                       | -                                                                                | 46’                                                                              |
| 22-3-2013                                                                        | Francoforte                                                                      | Germania under 20                                                                | 2 – 1                                                                            | Svizzera under 21                                                                | Amichevole                                                                       | -                                                                                |                                                                                  |
| 14-8-2013                                                                        | Lisbona                                                                          | Portogallo under 21                                                              | 5 – 2                                                                            | Svizzera under 21                                                                | Amichevole                                                                       | -                                                                                |                                                                                  |
| 5-3-2014                                                                         | Yverdon                                                                          | Svizzera under 21                                                                | 5 – 1                                                                            | Liechtenstein under 21                                                           | Qual. Europeo Under-21 2015                                                      | -                                                                                |                                                                                  |
| 22-5-2014                                                                        | Copenaghen                                                                       | Danimarca under 21                                                               | 0 – 2                                                                            | Svizzera under 21                                                                | Amichevole                                                                       | -                                                                                |                                                                                  |
| 4-9-2014                                                                         | Kiev                                                                             | Ucraina under 21                                                                 | 2 – 0                                                                            | Svizzera under 21                                                                | Qual. Europeo Under-21 2015                                                      | -                                                                                |                                                                                  |
| Totale                                                                           |                                                                                  | Presenze                                                                         | 6                                                                                |                                                                                  | Reti                                                                             | 0                                                                                |                                                                                  |

## Palmarès

### Club

#### Competizioni nazionali
- Coppa Svizzera: 1

Zurigo: 2013-2014

#### Competizioni internazionali
- UEFA Europa League: 1

Atalanta: 2023-2024

### Individuale
- Squadra della stagione della UEFA Europa League: 1

2023-2024